# Archontophoenicinae
Sous-tribu
Archontophoenicinae est une sous-tribu de plantes appartenant à la famille des Arecaceae (palmiers), de la sous-famille des Arecoideae et de la tribu des Areceae.

## Classification
- Sous-tribu des Archontophoenicinae[1]
  - Genre Actinorhytis
  - Genre Archontophoenix
  - Genre Actinokentia
  - Genre Chambeyronia
  - Genre Kentiopsis .

## Publication originale
- John Dransfield & Natalie Whitford Uhl Principes 30: 8. (1986).